# Golfclub De Haenen
Golfclub De Haenen (voorheen De Suykerberg) is een Nederlandse golfclub. Zij speelt in Teteringen op Golfpark de Haenen.

## Het verleden
De Suykerberg werd op 1 september 1993 opgericht. Ze hadden op een andere locatie een 9 holesbaan en een bescheiden clubhuis. Volgens het bestemmingsplan zouden er huizen komen, dus er op een andere locatie een nieuwe baan aangelegd. Tot eind 2007 kon op de oude baan gespeeld worden. Begin 2007 besloot de rechtbank van 's-Hertogenbosch dat De Haenen een nieuwe baan mocht aanleggen. Met golfbaanarchitect Gerard Jol werden plannen gemaakt en in 2008 is de 18 holesbaan geopend.

## Jeugd Open
Sinds 2009 organiseert de club het Haenen Jeugd Open. De winnaar en winnares van categorie 1 krijgen sinds 2012  een wildcard voor het Poncat Dutch Junior Open op Toxandria. De resultaten van dit toernooi tellen mee voor de Van Lanschot Junior Ranking.

Het toernooirecord staat op naam van Rinus van Opstal met een score van 69 (-1).
Winnaars
| Jaar | Winnaar          | Winnaar     | Score | Winnares             | Winnares    | Score |
| ---- | ---------------- | ----------- | ----- | -------------------- | ----------- | ----- |
| 2009 | Ian Wesseling    | Wouwse      | 72    | Camilla Kars         | Prise d'Eau | 71    |
| 2010 | Jules de Vries   | GC Houtrak  | 70    | Camilla Kars         | Prise d'Eau | 81    |
| 2011 | Patrick Hoed     | GC Best     | 73    | Romy de Heij         | Zoetermeer  | 77    |
| 2012 | Rilan van Opstal | Prise d'Eau | 69    | Judith van der Voort | De Haenen   | 77    |
| 2013 | Dario Antonisse  | de Pan      | 141   | Judith van der Voort | De Haenen   | 160   |
| 2014 | Henri Lai        | Broekpolder | 137   | Daphne van Houten po | De Haenen   | 153   |
| 2015 | 29-30 augustus   |             |       |                      |             |       |

po  = gewonnen na play-off